# Улица Ватутина (Санкт-Петербург)
Улица Вату́тина — улица в Калининском районе Санкт-Петербурга. Проходит от Свердловской набережной до Минеральной улицы.

## История
Улица возникла в конце 1840-х годов. Изначально называлась Мало-Муринской дорогой, затем также Мало-Муринским проспектом и Муринской улицей. 5 марта 1871 года стала называться Тимофеевской — по фамилии купца Тимофеева, владевшего в этих местах доходными домами. Современное название присвоено 15 декабря 1952 года в честь Героя Советского Союза генерала Николая Фёдоровича Ватутина.

## Достопримечательности
- Дом 8 (Кондратьевский проспект, д. 7) — доходный дом Г. Ф. Морозова. Построен в 1911 году архитектором Д. Г. Фомичёвым в стиле неоклассицизма.
- Дом 9 (Кондратьевский проспект, д. 13) — корпус ОАО «Силовые машины».
- Дом 10 (Кондратьевский проспект, д. 14) — доходный дом М. С. Михайлова, построен в 1900 году. Архитекторы — А. П. Сосков и О. Л. Игнатович. Стиль — эклектика. В 1915—1916 годах здесь находилось открытое по инициативе А. М. Горького отделение рабочего университета.
- Дом 11 (Кондратьевский проспект, д. 16) — доходный дом, построен в 1900—1901 годах. Архитектор — Л. В. Богусский. Стиль — эклектика.

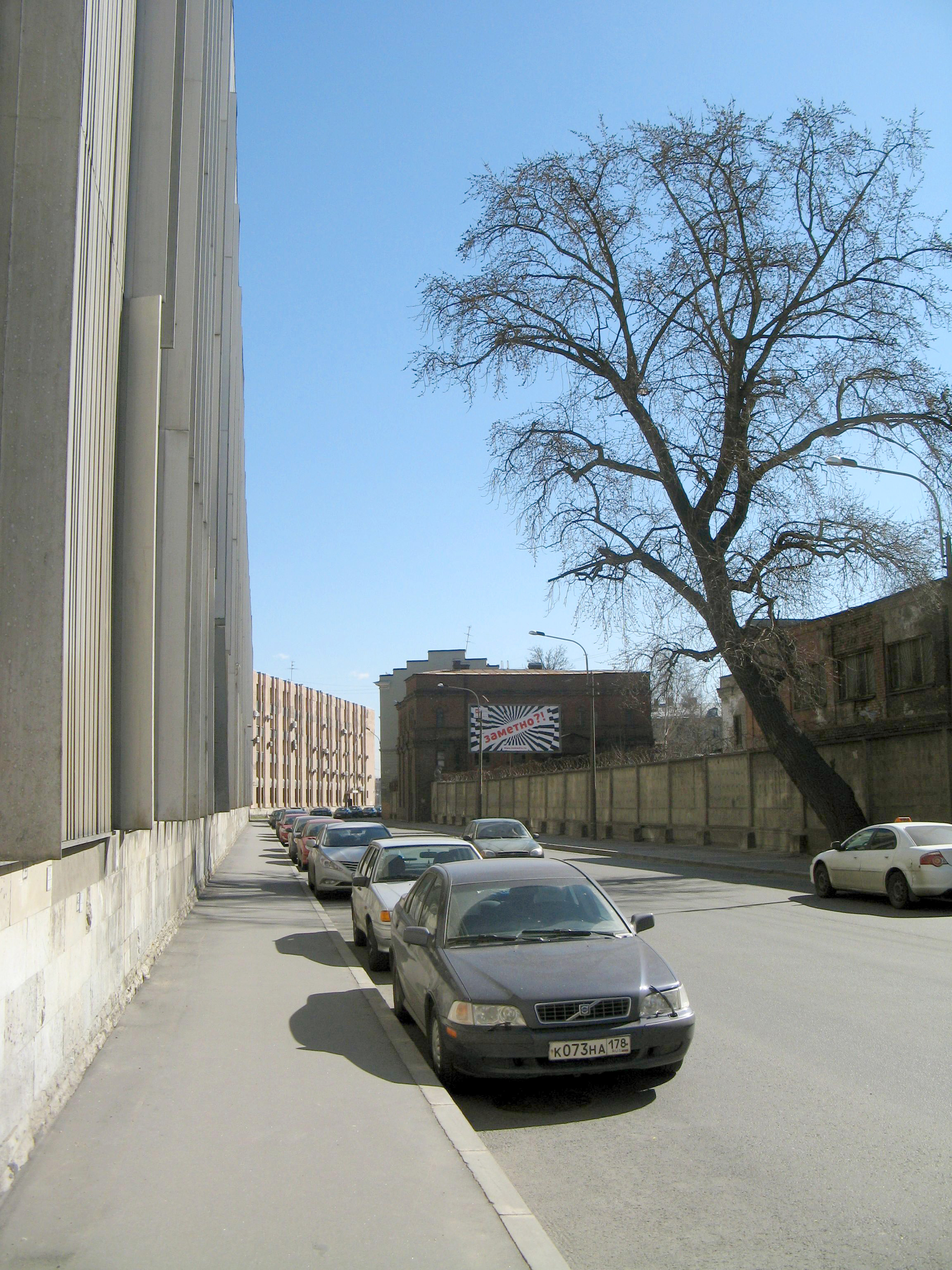
Улица Ватутина

## Транспорт
Ближайшая станция метро — «Площадь Ленина».
До улицы Ватутина от площади Ленина следуют троллейбусы № 3, 38, 43; от метро «Новочеркасская» по будням с 9:30 до 10:00 и с 17:30 до 18:15 троллейбус № 18 следует в парк мимо этой улицы.

## Пересечения
- Свердловская набережная
- Кондратьевский проспект
- Минеральная улица